# Estádio Palestra Itália
Het Estádio Palestra Itália, ook bekend als Estádio Parque Antarctica of Companhia Antarctica de Bebidas, was een voetbalstadion in de Braziliaanse miljoenenstad São Paulo. 
Het was van 1914 tot 2010 de thuishaven van de voetbalclub SE Palmeiras. Het had eerst een capaciteit van 35.000 toeschouwers, dat werd om veiligheidsredenen later teruggebracht tot ongeveer 27.000. Op 22 mei 2010 werd de laatste wedstrijd in het stadion gespeeld, in november dat jaar werd het complex gesloopt om ruimte te maken voor de nieuwe Allianz Parque. De bouw van dat nieuwe stadion was voorzien voor eind 2012, maar werd pas in november 2014 ingehuldigd.